# Château de Bítov
Le château de Bítov (en tchèque : Hrad Bítov) se situe dans la commune de Bítov, à 25 km au nord-ouest de Znojmo, en République tchèque. 
Les premières fortifications construites à cet endroit remontent au XIe siècle, mais il ne subsiste aucun bâtiment antérieur au XIIIe siècle. Le château a été remanié au début du XIVe siècle, ainsi qu'au cours de la première moitié du XIXe siècle.